# Barkałabawa (przystanek kolejowy)
Barkałabawa (biał. Баркалабава; ros. Баркалабово) – przystanek kolejowy w pobliżu miejscowości Załachwiennie, w rejonie bychowskim, w obwodzie mohylewskim, na Białorusi. Położony jest na linii Orsza - Mohylew - Żłobin.
Nazwa pochodzi od pobliskiej miejscowości Barkałabawa.
Przystanek istniał przed II wojną światową.